# История почты и почтовых марок Бенина
История почты и почтовых марок Бенина охватывает развитие почтовой связи в Бенине, государстве в Западной Африке, в 1899—1975 годах известном как Дагомея, со столицей в городе Порто-Ново, и может быть условно разделена на два основных периода:
- колониальный, когда начался выпуск почтовых марок для этой французской колонии (с 1892), и
- период независимости (с 1960)[2][3].

Страна включена во Всемирный почтовый союз (ВПС; с 1961), а её современным почтовым оператором является компания La Poste du Bénin.

## Развитие почты
На территории прибрежного Бенина, захваченного французами и считавшегося в 1889—1899 годах отдельной колонией Франции, первоначально для почтовых целей употреблялись почтовые марки метрополии и универсальные выпуски для французских колоний, имевшие хождение в Порто-Ново начиная с 1888 года. К этому же времени относятся сохранившиеся почтовые штемпели с надписью «BENIN» («Бенин»), которыми помечались почтовые отправления из Аквоуа (Aquoua), Котону, Гран-Попо, Порто-Ново и Уиды.
В 1899 году колония Бенин была включена в состав французской колонии Дагомея, которая просуществовала на протяжении 1899—1958 годов.
До 1899 года, вероятно, имелись лишь военные конторы в северных районах этой страны. Известны также почтовые штемпели провинций Французского Судана в 1899—1900 годах, на которых были проставлены слова фр. «Haut Dahomey» («Верхняя Дагомея»). Эти штемпели использовались и после того, как провинции были отделены.
К 1915 году в Дагомее имелось 30 колониальных почтовых отделений. С 1944 года и до 1960 года эмиссия собственных дагомейских марок для почтовых нужд была приостановлена и в обращении находились почтовые марки Французской Западной Африки.
1 августа 1960 года Дагомея объявила независимость от Франции и 27 апреля 1961 года вошла в число стран — участниц ВПС. В 1960-е — 1970-е годы Дагомея была участником Яундеской конвенции, в рамках которой проводились мероприятия, направленные на упорядочение рыночных отношений африканских государств c Европейским экономическим сообществом, в том числе в области почтовой связи[^].

## Выпуски почтовых марок

### Колониальный период

#### Французский Бенин
Первые собственные марки для французской колонии Бенин поступили в обращение в 1892 году. Они представляли собой французские колониальные марки, на которых была сделана надпечатка текста «Bénin» («Бенин»). В дальнейшем выходили также почтовые марки оригинальных рисунков с такой же надписью. На выпущенных в 1893 и 1894 году французских марках колониального типа были даны два отличающихся названия территории — соответственно «Golfe de Bénin» («Залив Бенина»)[≡] и «Bénin» («Бенин»).
Всего с 1892 по 1894 год были эмитированы 42 почтовые марки этой колонии.

#### Французская Дагомея
Первые марки колониальной почты Дагомеи были эмитированы в 1899 году. Среди знаков почтовой оплаты для Дагомеи также имеются марки колониального типа с впечатанным названием страны[≡].
Первые памятные марки вышли в свет в 1931 году, а первый почтовый блок — в 1937 году.

Примеры почтовых марок колонии Французская Дагомея
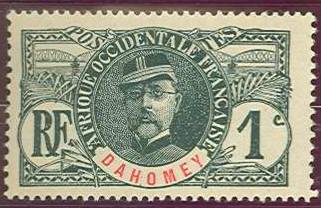
1906: Марка колониального типа для французских колоний с впечатанным названием страны. Надписи: «R. F. / Afrique occidentale française / Dahomey» («Французская Республика / Французская Западная Африка / Дагомея») — «Dahomey» («Дагомея»). Портрет генерала Луи Федерба[^]
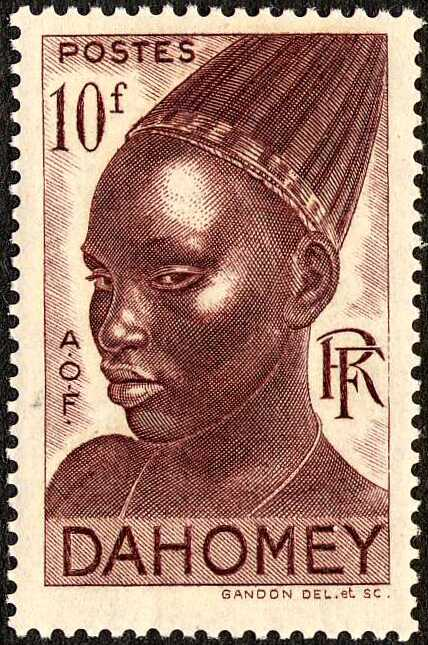
1940: марка работы Пьера Гандона. Надписи: «A. O. F. / R. F. / Dahomey» («Французская Западная Африка / Французская Республика / Дагомея»)

Почтовые марки Французской Дагомеи, выходившие в период с 1899 года по 1942 год, имели надпись «Dahomey» («Дагомея»). На колониальных дагомейских почтовых марках оригинальных рисунков также можно видеть следующие надписи: «Dahomey et dépendances» («Дагомея и зависимые территории»), «République française. Colonies» («Французская Республика. Колонии»), «Postes» («Почта»), «Afrique occidentale française. Dahomey» («Французская Западная Африка. Дагомея»).

#### Республика Дагомея (Французское сообщество)
В 1958—1960 годах Дагомея имела статус республики на правах члена Французского сообщества, поэтому с 1958 года на её почтовых марках появилась надпись «République du Dahomey» («Республика Дагомея»).

### Независимость

#### Республика Дагомея
В 1960 году, после обретения страной независимости, в продаже появились собственные официальные выпуски почтовых марок Республики Дагомея. При этом провозглашение независимости страны было ознаменовано эмиссией памятной марки.

Примеры почтовых марок независимой Республики Дагомея
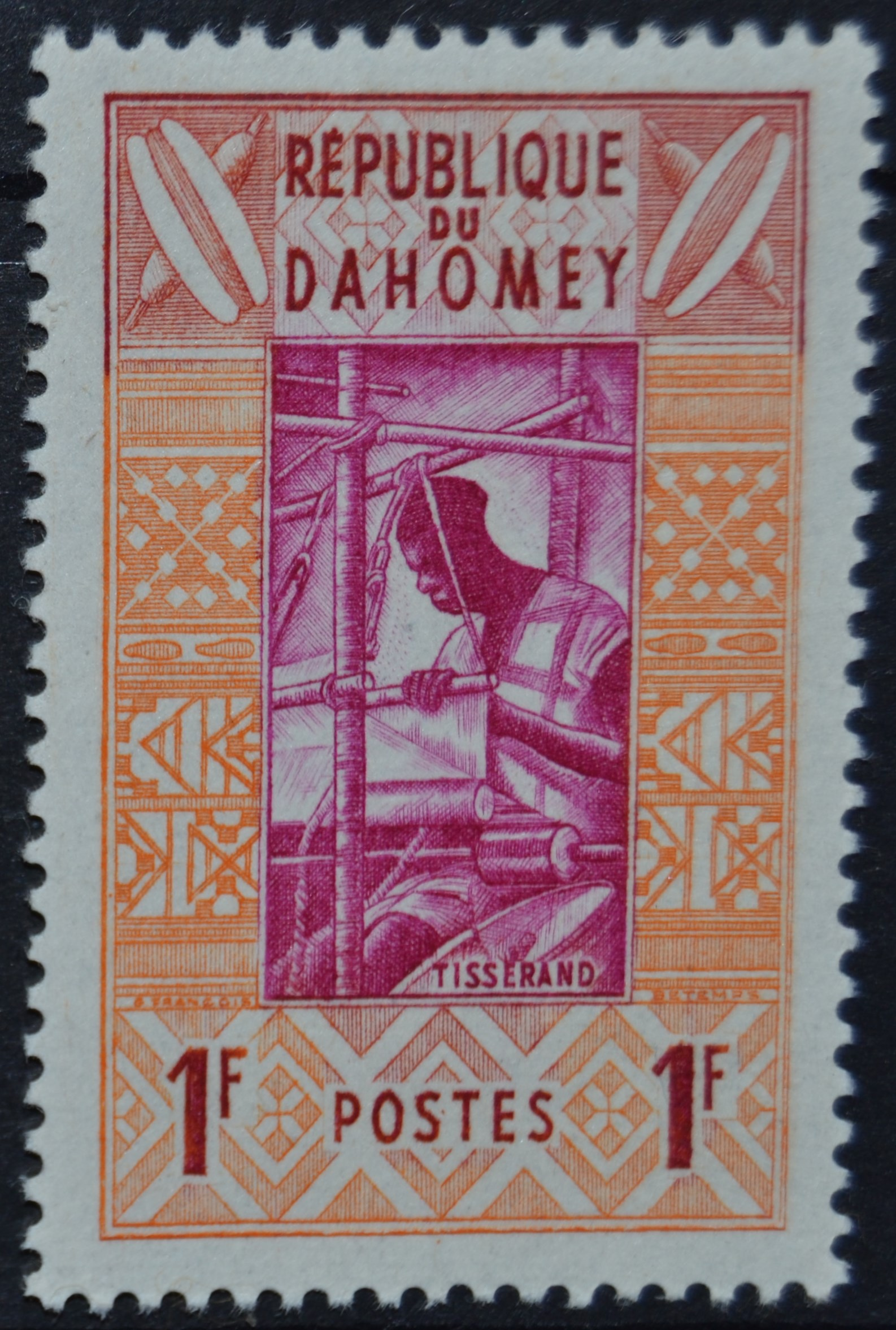
1961: ремёсла
1963: 15 лет Всеобщей декларации прав человека

Всего с 1899 по 1963 год для Дагомеи были изданы 231 почтовая марка и 2 блока. Издание марок Республики Дагомея продолжалось до 30 ноября 1975 года.

#### Народная Республика Бенин
В 1975 году название государства было изменено на Народную Республику Бенин, что нашло отражение в появлении в апреле 1976 года на почтовых марках этой страны, посвящённых провозглашению республики, надписи: «République populaire du Bénin» («Народная Республика Бенин»). Тогда же был выпущен первый почтовый блок с новым названием страны.

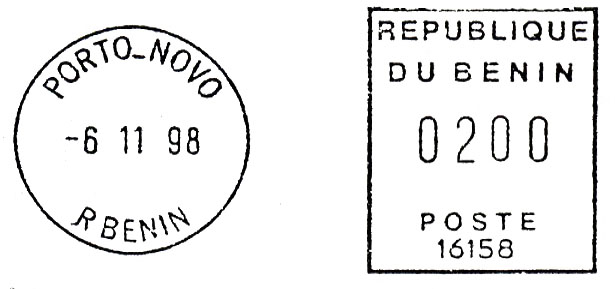
Франкотип для гашения корреспонденции в Порто-Ново, с надписью «République du Bénin» («Республика Бенин»)

#### Республика Бенин
С марта 1990 года государство стало называться Республикой Бенин, что привело к изменению соответствующей надписи на почтовых марках на «République du Bénin» («Республика Бенин»).

### Тематика
Среди многих тем на почтовых марках Бенина представлена также Россика. В частности, выходили две марки, отметившие 110-летие со дня рождения В. И. Ленина, серия, приуроченная Олимпийским играм в Москве, и серия марок, посвящённых Луноходу.

## Другие виды почтовых марок

### Почтово-благотворительные
Первая почтово-благотворительная марка была издана в колониальной Дагомее в 1915 году.

### Авиапочтовые
Первые авиапочтовые марки колониальной Дагомеи появились в 1940 году. В 1967 году в Республике Дагомея выходили авиапочтовая марка и блок (Mi #318 + 8 WS148204) памяти первого федерального канцлера ФРГ Конрада Аденауэра (1876—1967). Они были одновременно отпечатаны в рамках совместного выпуска «EuropAfrique / CEPT», который отметил заключение Яундеской конвенции[≡].
Авиапочтовые марки в Народной Республике Бенин были впервые изданы в 1976 году.

### Доплатные
В Бенине (Дагомее) выпускались доплатные марки, на которых имелась надпись: «Chiffre-taxe а percevoir» («Сумма, подлежащая оплате»). Первые доплатные знаки были введены в обращение в 1894 году, и их насчитывается четыре марки. С 1906 по 1943 год для Дагомеи было эмитировано 36 доплатных марок. В Народной Республике Бенин этот вид марок употреблялся с 1978 года.